# Чика Дача
Стадіон Чика Дача (серб. Стадион Чика Дача) — багатофункціональний стадіон у Крагуєваці, Сербія. Зараз використовується переважно для футбольних матчів і є домашнею ареною ФК «Раднички 1923» і «Крагуєвацькі дикі кабани». Стадіон названий на честь Даніло Стояновича, відомого як Чика Дача, який вважається піонером футболу в Сербії.

## Історія
Будівництво стадіону розпочалося в листопаді 1949 року і з різних причин затягнулося на вісім років. Нова футбольна арена клубу була побудована 6 червня 1957 року. Збудований стадіон вміщує 30 000 глядачів, і перша гра, яка була зіграна, була між «Раднічки» (Крагуєвац) і «Партизан» (Белград). Матч закінчився з рахунком 2–2. Найбільша відвідуваність матчу першої ліги Югославії відбулася 24 серпня 1969 року, коли «Раднічки» грали проти «Хайдука» (Спліт) перед аудиторією у 35 000. Найбільша відвідуваність на стадіоні була зафіксована в 1969 році, коли «Раднічки» грали товариський матч проти «Сантуса», на який прийшло 40 000 глядачів, щоб вперше побачити, як легендарний Пеле грає в Югославії.
У 2007 році на стадіоні було встановлено 15 100 нових сидінь. Ігри на стадіоні можна проводити лише вдень, оскільки він не має прожекторів.

## Плани нового стадіону
У травні 2023 року очікується початок будівництва нового стадіону на 20 000 місць. Очікується, що його вартість складе 70 000 000 євро.

## Концерти
- Здравко Чолич — 6 липня 2004

## Галерея

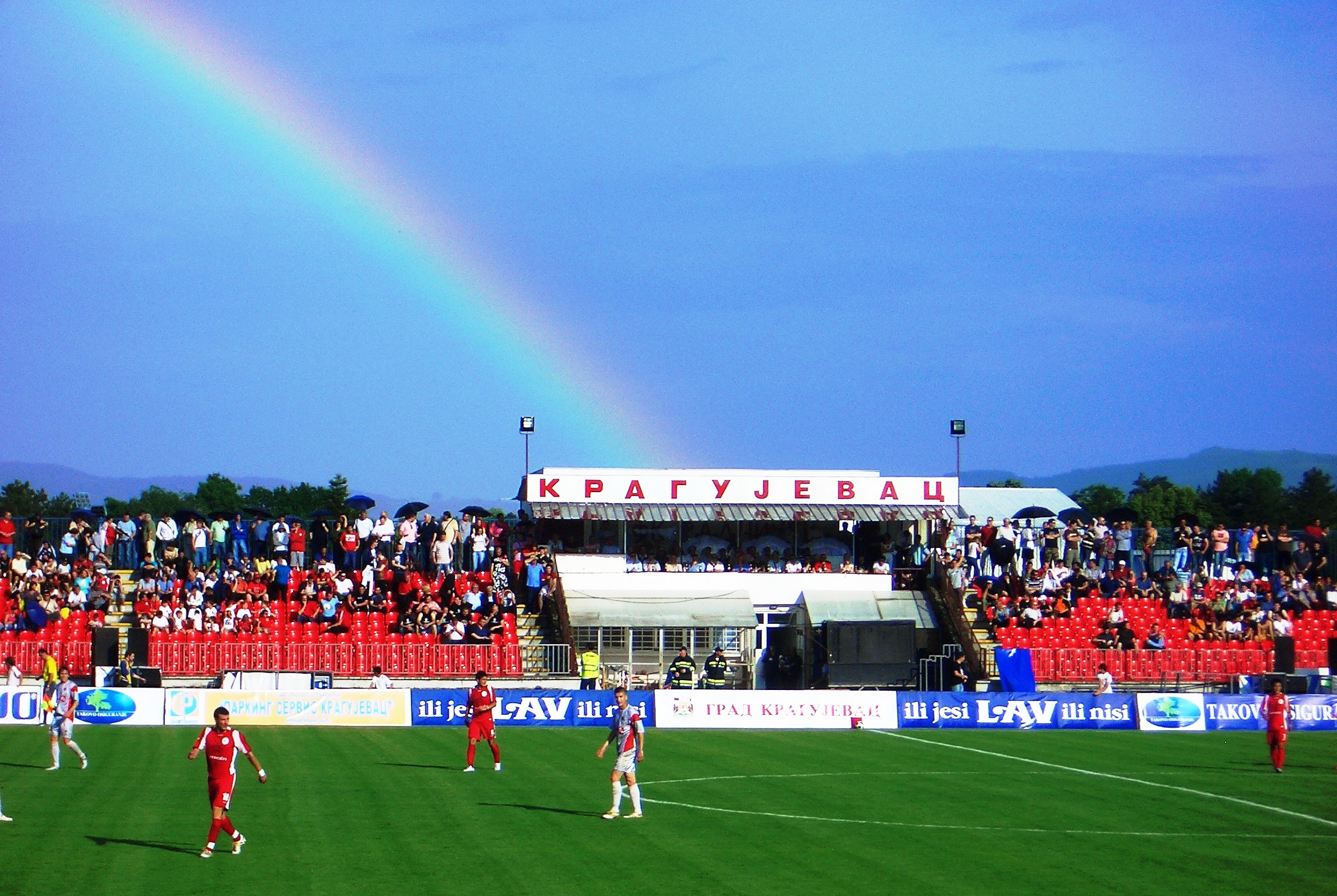
Веселка за стадіоном Чика Дача, 2010 рік.
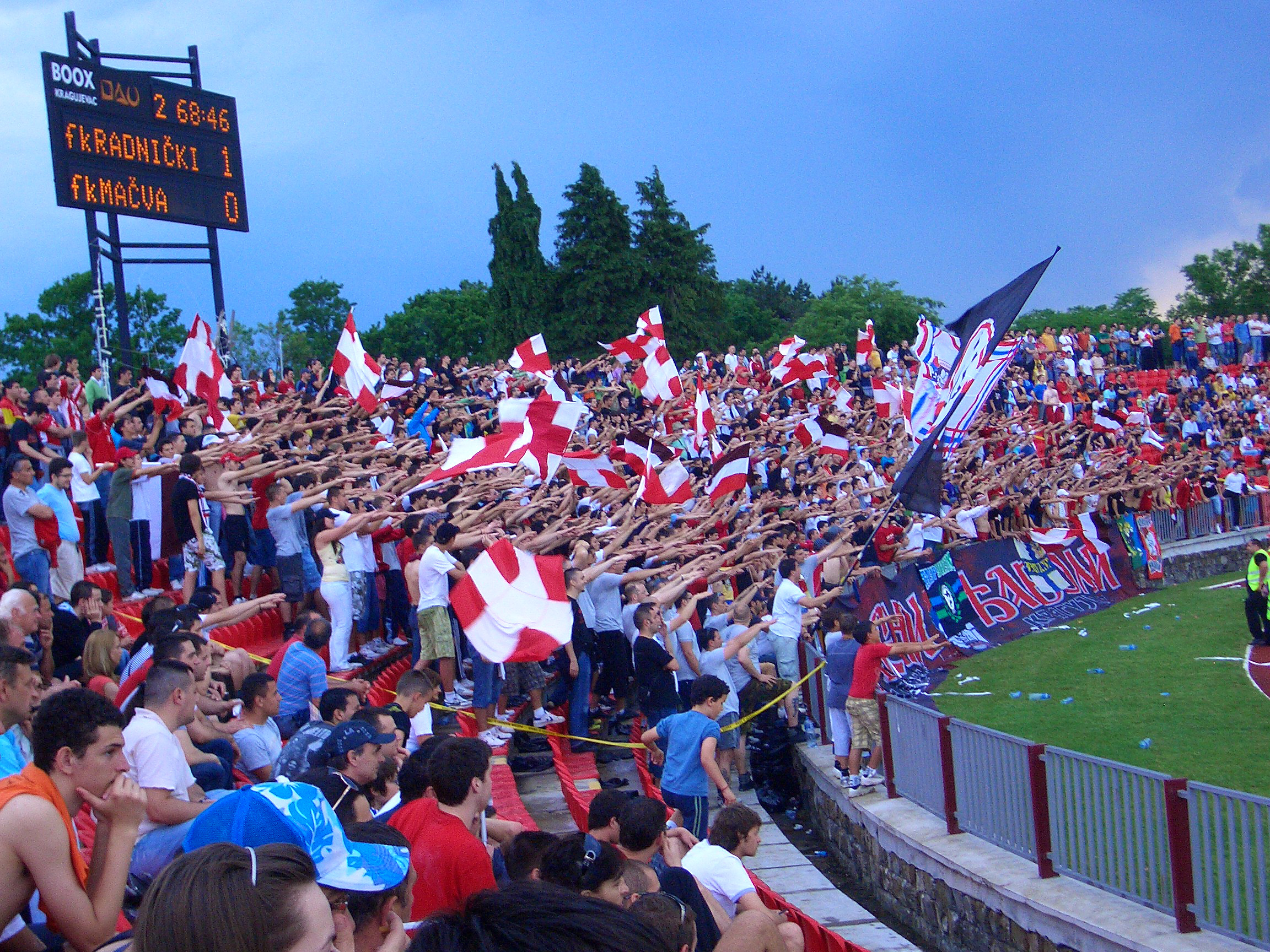
Црвені Джаволі на стадіоні Чика Дача